# 講壇社会主義
講壇社会主義（こうだんしゃかいしゅぎ / 独:Katheder-Sozialismus）は、19世紀後半ドイツにおける「新歴史学派」の別称である。

## 概要
19世紀後半、プロイセンによる国内統一およびドイツ帝国発足がなされたドイツでは、産業革命の進行にともなう経済格差の拡大など社会問題が顕在化するとともに社会主義勢力が政治的に台頭しつつあった。このような状況に対し、ドイツ歴史学派の第2世代であるG・シュモラーやL・ブレンターノらいわゆる「新歴史学派」の経済学者たちは、1873年の社会政策学会結成に参加して社会政策による社会問題の解決と社会主義勢力の拡大阻止を標榜した。
経済に対する国家の介入を合理化する歴史学派と対立し、自由放任政策を支持していたドイツ・マンチェスター派はこれに激しく反発し、その一人であるジャーナリスト・H・オッペンハイムは、国家による社会改良を支持する新歴史学派に対し、社会主義者の害悪と何ら思想的に変わるところがないと非難して、彼らを「講壇社会主義（者）」と呼んだ。したがってこの名称は新歴史学派による自称ではなく、他称もしくは"貶称"とすべきものである（しかし、同時代の日本で新歴史学派の強い影響を受けて成立した社会政策学会の創設メンバー（金井延ら）は「講壇社会党」を自称している）。また、新歴史学派は明確に反社会主義を掲げているにもかかわらず、往々にして（社会主義の一派と）誤解されやすい名称でもある。
講壇社会主義（者）と称された新歴史学派の政策思想と活動については、当該項目を参照のこと。